# Деспинис, Йоргос
Йоргос Деспинис (греч. Γιώργος Δεσπίνης; 16 апреля 1936, Тинос, Южные Эгейские острова — 13 сентября 2014, Афины) — греческий классический археолог, ведущий исследователь древнегреческой скульптуры. Член-корреспондент Гёттингенской академии наук (2002).

## Биография
Родился 16 апреля 1934 года.
Изучал классическую археологию в Саарском университете у профессора Николауса Химмельман и Фрайбургском университете у профессора Вальтера-Хервига Шухардта.
В 1971—1987 годах был профессором кафедры археологии Университета Аристотеля в Салониках, затем вышел на пенсию.
С 2002 года — член-корреспондент Гёттингенской академии наук.
В 1997—2010 годах исследовал древнегреческие скульптуры в запасниках Археологического музея Салоник и Национального археологического музея Афин.
Йоргос Деспинис обнаружил и идентифицировал 10 мраморных фрагментов фриза, метоп и фронтонов храма Парфенон в запасниках Национального археологического музея Афин. Церемония передачи их состоялась 3 января 2022 года в Музее Акрополя в присутствии премьер-министра Греции Кириакоса Мицотакиса и министра культуры и спорта Лины Мендони.
Умер 13 сентября 2014 года от рака. Похоронен на Первом афинском кладбище